# Carl Ulrik Isberg
Carl Ulrik Isberg, 20 september 1783 i Älvestads församling, Östergötlands län, död 15 maj 1826 i Normlösa församling, Östergötlands län, var en svensk präst.

## Biografi
Carl Ulrik Isberg föddes 1783 i Älvestads församling. Han var son till komministern C. Isberg i Älvestads församling. Isberg blev 1802 student vid Uppsala universitet. Han avlade filosofie kandidatexamen 1810 och filosofie magisterexamen 1812. Isberg prästvigdes 3 mars 1822 och blev 6 februari 1813 apologist vid Linköpings trivialskola. Den 28 augusti 1816 blev han kollega vid Linköpings trivialskola och 28 juli 1819 konrektor därstädes. Isberg blev 12 november 1823 kyrkoherde i Normlösa församling, tillträde 1825. Han avled 1826 i Normlösa församling.